# 高橋睦正
高橋 睦正（たかはし むつまさ、1935年8月26日 - 2013年9月16日）は、日本の医学者、熊本大学名誉教授。叙正四位、瑞宝中綬章追贈。

## 経歴
九州大学医学部を卒業後、在日米軍の空軍病院でインターンを行い、放射線医学の道に進むことを決意した。当時放射線治療の役割しか与えられていなかった放射線科医を放射線診療を行えるようにアメリカでレジデント、フェローとしての臨床修練を受けた。1984年に日本神経放射線学会会長“沿革:歴代会長”.   日本神経放射線学会. 2010年10月16日閲覧。、1991年の日本磁気共鳴医学会の大会長を務めた。1994年に北米放射線学会の名誉会員に推挙され、2001年の大会では同学会のGold Medal賞を受賞した。また1997年から2001年までは国際磁気共鳴医学会(ISMRAM)の理事に日本人として初めて就任、2004年に京都国際会議場で開催された大会では大会委員長を務めた。

## 略歴
- 1960年 - 九州大学医学部卒業
- その後、九州大学病院、米国ミシガン大学病院などで研鑽を積む。
- ミシガン大学医学部、スタンフォード大学医学部などで勤務。
- 1967年6月8日　－ Lymphography in the diagnosis of malignant lymphoma(悪性リンパ腺腫におけるリンパ系造影法の臨床的研究)

にて九州大学博士論文パス。博士論文書誌データベースによる  
- 1967年 - 九州大学医学部助手
- 1969年 - 九州大学医学部助教授
- 1972年 - 秋田大学医学部教授
- 1980年 - 熊本大学医学部教授
- 2001年 - 熊本大学医学部名誉教授、セコム医療システム国際画像診断センター所長

## 著書
- IVRの臨床 （共著） 朝倉書店, 2006.6 ISBN 4254322224
- MRI三次元データを用いた頭蓋内仮想内視鏡法の開発 1999-2000
- MR血管撮影の診断精度の向上に関する基礎的、臨床的研究  1993-1994
- MRスペクトロスコピーによる生体の組織代謝の研究   1988-1990
- Multidetector helical CTのすべて （共著）  金原出版, 2002.2
- Whole body computed tomography. 第3巻  （共著） Blackwell science Japan, 1998
- IVRの臨床  （共著）朝倉書店, 1995.8
- 医学生・研修医のための画像診断演習   南江堂, 1993.8 ISBN 4524237054
- MRI最近の進歩 2 南江堂1990.9 ISBN 4524237275
- 肝硬変の血流動態と血流から見た肝癌の肉眼分類 （共著） 日本アクセル・シュプリンガー出版, 2000.1.  (メディカルトリビューンブックス)
- 現代外科学大系. 年刊追補 1979 C / （共著） 中山書店, 1979.12
- 初学者のためのMRIの読み方  中外医学社, 1996.11 ISBN 4498013182
- 神経疾患のMRI  南江堂, 1994.9 ISBN 4524206183
- 神経疾患のコンピュータ断層撮影 南江堂, 1979.7
- 神経疾患のCT  高橋睦正 南江堂, 1996.6 ISBN 4524201483
- 神経放射線診断図譜 （共著） 南山堂, 1974
- 全身のMRI 南江堂, 1993.12 ISBN 4524206310
- 全身のCT 改訂第2版 南江堂, 1991.7 ISBN 4524237291
- 中枢神経疾患の画像診断 南江堂, 1989.1 ISBN 4524237240
- 超高速MRIの有用性と限界に関する基礎的、臨床的研究 1996-1998
- 椎骨動脈造影アトラス 医学書院, 1976
- 頭頸部画像診断学 2版 中外医学社, 2000.9 ISBN 4498013239
- 必修放射線医学 改訂第4版 南江堂, 1999.3 ISBN 4524209859
- 腹部血管造影の実際と読影 金原出版, 1976

## 研究分野
- 放射線科学

## 典拠
1. ↑  熊本大学の高橋睦正さん死去 有名人の葬儀 2013年9月17日
2. ↑  「叙位叙勲」『読売新聞』2013年10月24日朝刊
3. 1 2 3  高橋睦正. “北米放射線学会のGold Medal賞を受賞して”.   日本放射線科専門医会・医会. 2010年10月16日閲覧。
4. ↑  “過去の大会記録”.   日本磁気共鳴医学会. 2010年10月16日閲覧。
5. ↑  “第12回国際磁気共鳴医学会（ISMRM）京都で開催 世界各国から4000名に及ぶ参加で成功裏に終了”.  インナービジョン. 2010年10月16日閲覧。
6. ↑  “大規模テレラジオロジー・サービスHospi-net の運営と課題” (PDF).   MEDICAL IMAGING TECHNOLOGY Vol.22 No.1 January 2004. 2010年10月16日閲覧。
7. ↑  "Head and Neck Imaging"所収の経歴書（英文）
8. ↑  Springer社著者紹介（英文）